# Carcinizzazione
La carcinizzazione è un processo di convergenza evolutiva in cui i crostacei si evolvono in animali a forma di granchio.
Nei Decapodi l'originale forma a gamberetto ha subito una riduzione dell'addome e la perdita degli uropodi. Altri crostacei che hanno subito lo stesso processo sono i granchi della famiglia Porcellanidae.